# Rozana Radi
Rozana Radi (ur. 6 lipca 1979 w Tiranie) - albańska piosenkarka.

## Życiorys
W latach 2009–2013, 2016 i 2018 wzięła udział w festiwalu muzycznym Kënga Magjike.

## Dyskografia[1]

### Albumy
| Rok  | Album             |
| ---- | ----------------- |
| 2002 | Mekato me mua     |
| 2005 | Jepi gas          |
| 2005 | Policia           |
| 2007 | Rrotullo me gisht |

### Teledyski
| Rok  | Teledysk          |
| ---- | ----------------- |
| 2007 | Rrotullo me gisht |
| 2011 | Kiss me Rozy      |

## Życie prywatne
Jej wujkiem był Françesk Radi (1950-2017), który również był piosenkarzem.